# Intersiembra
La intersiembra es definida como la siembra de dos o más especies, que se cultivan en la misma superficie, en donde comparten el uso de los recursos durante todo o en parte de su ciclo de cultivo. Esta herramienta fue diseñada y manipulada para optimizar el uso del espacio, tiempo y recursos físicos tanto por encima como por debajo del suelo, para maximizar las interacciones positivas (facilitación) y minimizar las negativas (competencia) entre los cultivos componentes.
Es posible realizar intersiembras con varias combinaciones de cultivos, como trigo con soja, girasol con soja o maíz con soja. Cada combinación posee sus propias características, que se ven afectadas por condiciones climáticas, edáficas, e intrínsecas de la especie cultivada y de manejo del cultivo.
- Datos: Q5919159